# Барутна завера
Барутна завера (енгл. Gunpowder Plot), у претходним вековима често називана Барутна издајничка завера или Језуитска завера, је био неуспешан атентат на краља Џејмса I од Енглеске и VI од Шкотске од стране групе енглеских католика из провинција на челу са Робертом Кејтсбијем.
План је био да се дигне у ваздух Дом лордова на почетку заседања Енглеског парламента 5. новембра 1605, што би био увод у народни устанак у Мидлендсу у ком би Џејмсова деветогодишња кћерка, принцеза Елизабета, била постављена за католичког владара. Кејтсби је можда почео да смишља заверу након што је избледела нада о обезбеђивању веће верске толеранције под краљем Џејмсом, што је разочарало многе енглеске католике. Његови саучесници у завери били су Џон Рајт, Томас Винтоур, Томас Перси, Гај Фокс, Роберт Киз, Томас Бејтс, Роберт Винтоур, Кристофер Рајт, Џон Грант, Емброуз Руквуд, сер Еверард Дигби и Френсис Тресхам. Фоксу, који је имао 10 година војног искуства борби у Шпанској Низоземској у сузбијању Низоземске револуције, је дата одговорност за експлозив.
Завера је откривена властима у анонимном писму упућеном Вилијам Паркер, 4. барону Монтиглу, 26. октобра 1605. Приликом претреса Дома лордова око поноћи 4. новембра 1605, Фокс је откривен како чува 36 буради барута - довољно да се сруши Дом лордова - и ухапшен. Већина завереника је побегла из Лондона јер су сазнали да је завера откривена, покушавајући да придобију подршку на путу. Неколико њих се супротставило шерифу од Вустерa и његовим људима; у окршају међу убијенима био је и Кејтсби. На свом суђењу 27. јануара 1606 , осам ухваћених, укључујући Фокса, су проглашени кривим и осуђени на смрт вешањем, вучењем и четворењем.
Детаљи о покушају убиства су наводно били познати главном језуиту Енглеске, оцу Хенрију Гарнету. Иако је проглашен кривим за издају и осуђен на смрт, нејасно је колико је он заиста знао за издају. Како му је њено постојање откривено кроз исповест, Гарнет није могао да обавести власти због апсолутне тајности исповедања. Иако су уведени анти-католички закони убрзо након открића завере, многе истакнути и верни католици су задржали високе положаје током владавине краља Џејмса I. Осујећивање Барутне завере је обележаван много година касније посебним проповедима и другим јавним догађајима, као што су звоњава црквених звона, што је еволуирало у данашњу Ноћ ломача.